# Cocktail (filme de 2010)
Cocktail é um filme de suspense produzido na Índia, dirigido por Arun Kumar Aravind e lançado em 2010.